# SC Bison Calenberg
Der SC Bison Calenberg ging 1996 aus der Fusion der Sportvereine SC Calenberg Eldagsen und SV Bison Springe hervor.
Er war als Vorgänger des RSC Cronenberg (10-facher Titelträger) deutscher Rekordmeister im Damenrollhockey mit bislang acht Titeln: 1986, 1991, 1992, 1993, 1994, 1995, 1996, 1998; sowie vierfacher deutscher Pokalsieger 1994, 1995, 1998, 1999.
Spielstätte war die BISON-Halle in Springe, südlich von Hannover in Niedersachsen, welche am 14. Juli 2011 bei einem Brand vollständig zerstört wurde.
Im Jahre 1994 gewann der Verein den Wettbewerb Campeáo International De Hockey Feminino Brasil 1994.